# Calvin Coolidge
Pour les articles homonymes, voir Coolidge.
Ne doit pas être confondu avec Samuel Taylor Coleridge.
John Calvin Coolidge, Jr., né le 4 juillet 1872 à Plymouth dans l'Etat du Vermont et mort le 5 janvier 1933 à Northampton dans l'Etat du Massachusetts, est un homme d'État américain, 30e président des États-Unis en fonction du 2 août 1923 au 4 mars 1929.
Originaire du nord-est des États-Unis, Coolidge gravit les échelons de la politique dans le Massachusetts, dont il devient finalement le gouverneur républicain. Ses actions durant la grève de la police de Boston (en) en 1919 le propulsent sur la scène nationale. Il est par la suite élu vice-président en 1920, puis il accède à la présidence après la mort soudaine de Warren G. Harding en 1923. Il est réélu en 1924 et gagne une réputation d'homme austère et taciturne.
Coolidge restaure la confiance du public envers la Maison-Blanche après les nombreux scandales de l'administration de son prédécesseur et il quitte ses fonctions avec une popularité importante. Un de ses biographes écrit qu'« il incarnait l'esprit et les espoirs de la classe moyenne, pouvait interpréter leurs attentes et exprimer leurs opinions ». Coolidge est par la suite critiqué[Par qui ?] pour sa politique de laissez-faire qui aurait été une des causes de la Grande Dépression. Son héritage est réévalué sous l'administration de Ronald Reagan, mais les appréciations finales sur son mandat restent partagées entre ceux qui approuvent sa réduction des programmes fédéraux et ceux qui considèrent que l'État aurait dû être plus impliqué dans le contrôle et la réglementation de l'économie.

## Jeunesse
John Calvin Coolidge, Jr. est né à Plymouth Notch dans le comté de Windsor dans le Vermont le 4 juillet 1872 ; il est à ce jour le seul président américain à être né le jour de la fête nationale. Il était l'aîné des deux enfants de Victoria Joséphine Moor (1846-1885) et de John Calvin Coolidge, Sr. (1845-1926). Sa mère était la fille d'un agriculteur de Plymouth Notch. Atteinte de maladies chroniques, elle mourut, probablement de tuberculose, alors que Coolidge n'avait que 12 ans. Son père était un agriculteur prospère, un commerçant et un fonctionnaire ; il fut également instituteur et fut élu à la Chambre des représentants et au Sénat du Vermont. Sa sœur, Abigail Grace Coolidge (1875-1890), décéda à l'âge de 15 ans alors que Coolidge avait 18 ans. Son père se remaria en 1891 avec une institutrice.
La famille de Coolidge avait de profondes racines en Nouvelle-Angleterre. Son plus ancien aïeul, John Coolidge, émigra de Cottenham dans le Cambridgeshire en Angleterre vers 1630 et s'établit à Watertown dans le Massachusetts. Un autre de ses ancêtres, Edmund Rice, arriva à Watertown en 1638. John Calvin Coolidge, Jr. est également un descendant à la cinquième génération d'Elizabeth Delano, ép. Penney, elle-même issue de la famille Delano (anciennement orthographié de La Noye) dont l'un des membres Philippe de La Noye débarqua à la toute jeune colonie de Plymouth en 1621. L'arrière-arrière-grand-père de Coolidge, qui s'appelait également John Coolidge, était un officier américain lors de la guerre d'indépendance des États-Unis et l'un des premiers administrateurs de la ville de Plymouth Notch. D'autres Coolidge connus, comme l'architecte Charles Allerton Coolidge, le général Charles Austin Coolidge et le diplomate Archibald Cary Coolidge descendent d'une branche familiale restée dans le Massachusetts. La grand-mère de Coolidge, Sarah Almeda Brewer, avait deux cousins célèbres : Arthur Brown, un sénateur de l'Utah, et Olympia Brown, une militante du droit de vote des femmes. C'est à travers Sarah Brewer que Coolidge croyait qu'il avait une ascendance amérindienne mais celle-ci n'a jamais été confirmée par les généalogistes modernes.

## Début de carrière et mariage

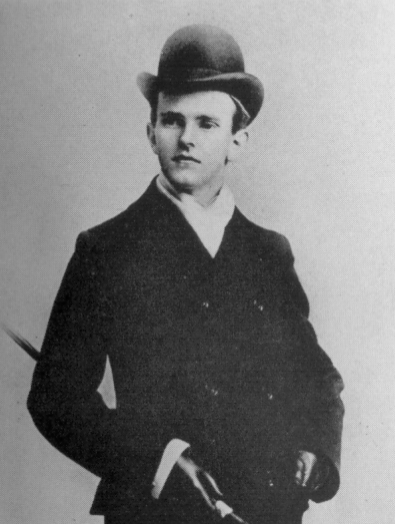
Coolidge durant ses études à Amherst.

Coolidge étudia à la Black River Academy puis à l'Amherst College où il rejoignit la fraternité Phi Gamma Delta (en),,. Sur les conseils de son père, Coolidge déménagea à Northampton après avoir été diplômé pour étudier le droit. Préférant à l'alternative coûteuse d'étudier à la faculté de droit, Coolidge choisir la pratique, courante à l'époque, d'apprendre le métier au sein d'un cabinet d'avocats, celui de Hammond & Field. John C. Hammond et Henry P. Field, deux diplômés d'Amherst enseignèrent le droit à Coolidge dans le comté de Hampshire. En 1897, Coolidge fut admis au barreau et devint avocat. Avec ses économies et le petit héritage de son grand-père, Coolidge ouvrit son propre cabinet à Northampton en 1898. Il se spécialisa dans le droit des affaires, croyant qu'il aidait mieux ses clients en restant à l'extérieur du tribunal. Sa réputation d'avocat travailleur et appliqué incitent des banques et des commerces locaux à faire appel à ses services.
En 1905, Coolidge se marie avec Grace Anna Goodhue, elle aussi originaire du Vermont, qui enseignait à la Clarke School pour les sourds et les malentendants. Alors que Grace arrosait les fleurs à l'extérieur de l'école en 1903, elle regarda à travers une fenêtre grande ouverte de la pension de Robert N. Weir et aperçut Calvin Coolidge, qui ne portait qu'un sous-vêtement et un chapeau, se raser devant un miroir. Coolidge expliqua par la suite qu'il portait un chapeau pour éviter que ses cheveux roux ne le gênent quand il se rasait. Après d'autres rencontres plus formelles, les deux se plurent mutuellement et ils se marièrent le 4 octobre 1905 dans le salon des parents de Grace, à Burlington.
Ils avaient pourtant de personnalités complètement opposées : elle était bavarde et aimait s'amuser alors qu'il était réservé et sérieux. Peu après leur mariage, Coolidge lui tendit un sac rempli de 52 paires de chaussettes trouées. Grace lui demanda s' « il l'avait épousée pour raccommoder ses chaussettes » et Coolidge lui répondit sans sourire et avec son sérieux habituel « non, mais je trouve cela bien pratique ». Ils eurent deux fils, John (1906-2000) et Calvin, Jr (1908-1924). L'union fut, selon la plupart des commentateurs, un mariage heureux. Comme Coolidge l'écrivit dans son Autobiography, « nous pensions que nous étions faits l'un pour l'autre. Durant un quart de siècle, elle a supporté mes infirmités et je me suis réjoui de ses grâces ».

## Ascension politique

### Fonctions municipales
Le parti républicain était dominant en Nouvelle-Angleterre à l'époque de Coolidge et il suivit l'exemple de Hammond et de Field en s'impliquant dans la vie politique locale. Coolidge fit campagne localement pour William McKinley, candidat à l'élection présidentielle de 1896 et l'année suivante, il fut choisi pour devenir membre du comité républicain de la ville. En 1898, il fut élu au conseil municipal de Northampton en arrivant second à l'élection où les trois premiers étaient élus. Le poste n'offrait aucun salaire mais permit à Coolidge d'acquérir de l'expérience en politique. En 1899, il refusa d'être reconduit et il fut élu au poste de solliciteur (solicitor) par le conseil communal. Élu pour un an, Coolidge fut réélu en 1901 à une fonction qui lui permettait d'approfondir son expérience de juriste et lui rapportait 600 $ par an (soit l'équivalent de 16 700 $,). En 1902, le conseil choisit d'élire un démocrate au poste de solliciteur et Coolidge retourna à son activité de juriste. Cependant, peu après, le greffier du comté mourut et Coolidge fut choisi pour le remplacer. La position était rémunérée mais l'empêchait d'exercer son métier d'avocat. L'année suivante, Coolidge subit sa première et unique défaite électorale en perdant l'élection à la commission scolaire de Northampton. Lorsqu'on lui dit que certains de ses voisins avaient voté contre lui car il n'avait aucun enfant dans les écoles qu'il voulait diriger, Coolidge répondit « Donnez-moi le temps! »

### Législature du Massachusetts

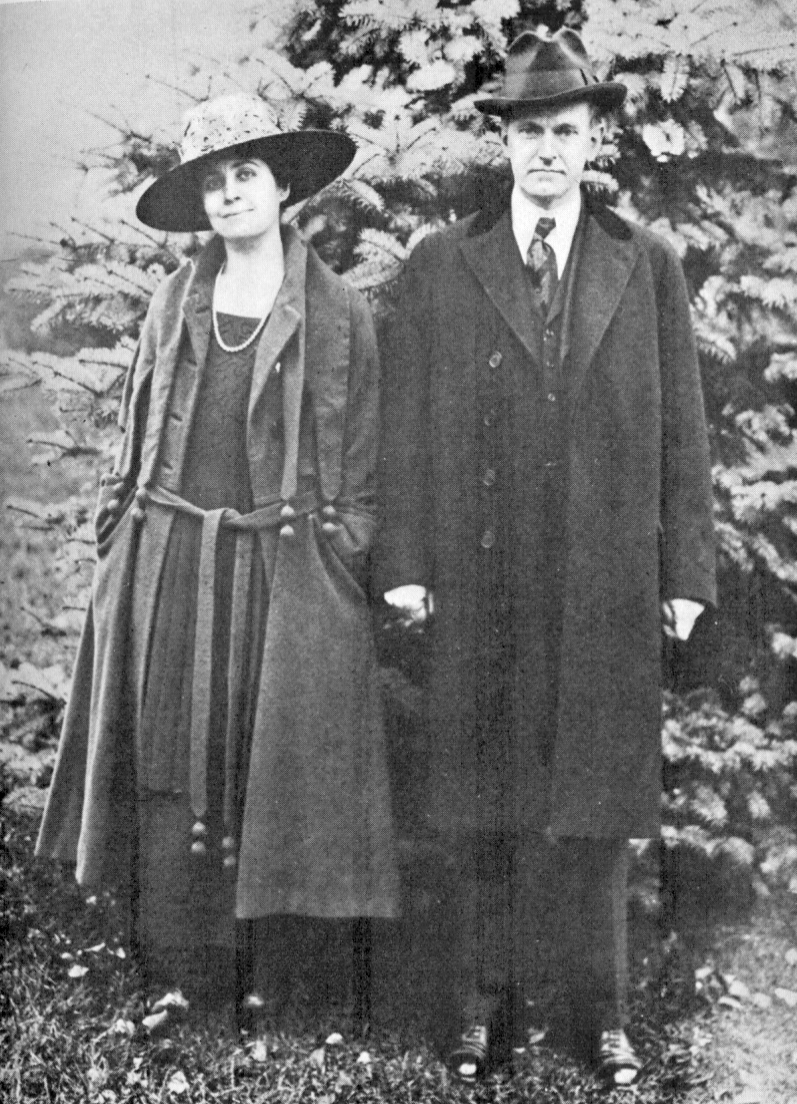
Calvin et Grace Coolidge vers 1918.

En 1906, le comité républicain local nomma Coolidge pour l'élection à la Chambre des représentants du Massachusetts. Il fut élu de justesse face au candidat démocrate sortant et se rendit à Boston pour la session de 1907 de la législature. Au cours de son mandat, Coolidge participa à des comités mineurs et même s'il votait généralement en accord avec son parti il fut rattaché à la faction des progressistes car il se prononça en faveur du droit de vote des femmes et de l'élection des sénateurs au suffrage direct. Tout au long de son mandat à Boston, Coolidge se retrouva allié avec la faction occidentale du parti républicain menée par Winthrop M. Crane contre la faction orientale menée par Henry Cabot Lodge. En 1907, il fut réélu pour un second mandat au cours duquel son influence commença à se faire sentir même s'il n'était pas encore l'un des meneurs de la Chambre.
Au lieu de briguer un autre mandat à la Chambre des représentants du Massachusetts, Coolidge retourna à Northampton où il se présenta au poste de maire après la démission du maire démocrate. Bien apprécié dans la ville, il battit son adversaire de 1 597 voix contre 1 409. Durant son premier mandat de 1910 à 1911, il augmenta les salaires des enseignants et parvint à réduire la dette de la ville tout en réduisant légèrement les taxes. Il fut réélu en 1911 contre le même adversaire avec une avance légèrement supérieure.
En 1911, le sénateur du Massachusetts pour le comté de Hampshire se retira et encouragea Coolidge à se lancer dans la campagne de 1912 pour le remplacer. Il battit son opposant démocrate par une large majorité. Au début de ce mandat, Coolidge fut choisi pour présider un comité chargé d'arbitrer la grève des ouvriers de l'American Woolen Company à Lawrence. Après deux mois tendus, la compagnie accepta les demandes des travailleurs lors d'un accord proposé par le comité. La même année, le parti républicain se divisa sur le choix du candidat à présenter pour l'élection présidentielle de 1912 ; l'aile réformatrice qui devint le parti progressiste était en faveur de Theodore Roosevelt et l'aile conservatrice en faveur de William Howard Taft. Bien qu'il fût favorable à certaines mesures progressistes, Coolidge refusa de quitter le parti républicain. Finalement le démocrate Woodrow Wilson fut élu président et le parti progressiste renonça à présenter un candidat pour le poste de sénateur du district ; Coolidge fut réélu contre son adversaire démocrate avec un écart de voix plus important que lors de la première élection.
L'année 1913 fut moins chargée et Coolidge se consacra largement au comité ferroviaire qu'il présidait. Coolidge songea à se retirer en 1913 car deux mandats étaient la norme mais lorsque le président du Sénat du Massachusetts, Levi H. Greenwood, se porta candidat à la fonction de lieutenant-gouverneur, Coolidge décida de se représenter au Sénat dans l'espoir d'y être élu président. Bien que Greenwood ait par la suite décidé de concourir pour sa réélection au Sénat, il fut battu par Coolidge, avec l'aide de Crane et devint président d'un Sénat divisé. Après son élection en janvier 1914, Coolidge fit un discours intitulé Have Faith in Massachusetts (« Ayez foi dans le Massachusetts ») qui résumait sa philosophie de gouvernement et fut par la suite publié sous forme de livre.
Le discours de Coolidge fut bien reçu et attira des partisans. Après avoir été réélu au Sénat avec une avance plus confortable qu'en 1914, Coolidge fut reconduit presque unanimement à la présidence du Sénat. Vers la fin de son mandat, la plupart de ses partisans l'encouragèrent à se présenter au poste de lieutenant-gouverneur.

### Lieutenant-gouverneur et gouverneur
Coolidge participa aux primaires républicaines pour briguer le poste de lieutenant-gouverneur avec Samuel W. McCall pour celui de gouverneur. Coolidge attira beaucoup de partisans républicains et le ticket fut élu en 1915 avec plus de 50 000 voix d'avance. Les activités de Coolidge en tant que lieutenant-gouverneur étaient limitées. Dans le Massachusetts, le lieutenant-gouverneur n'est pas le président du Sénat et Coolidge ne participa que peu aux décisions du cabinet du gouverneur. En tant que fonctionnaire à plein temps, Coolidge cessa son métier de juriste après 1916 même si sa famille continua à habiter à Northampton. McCall et Coolidge furent tous deux réélus en 1916 puis à nouveau en 1917 (à cette époque, les mandats pour ces fonctions étaient d'un an). Lorsque McCall annonça qu'il ne briguerait pas un quatrième mandat, Coolidge décida de se présenter pour le poste de gouverneur.

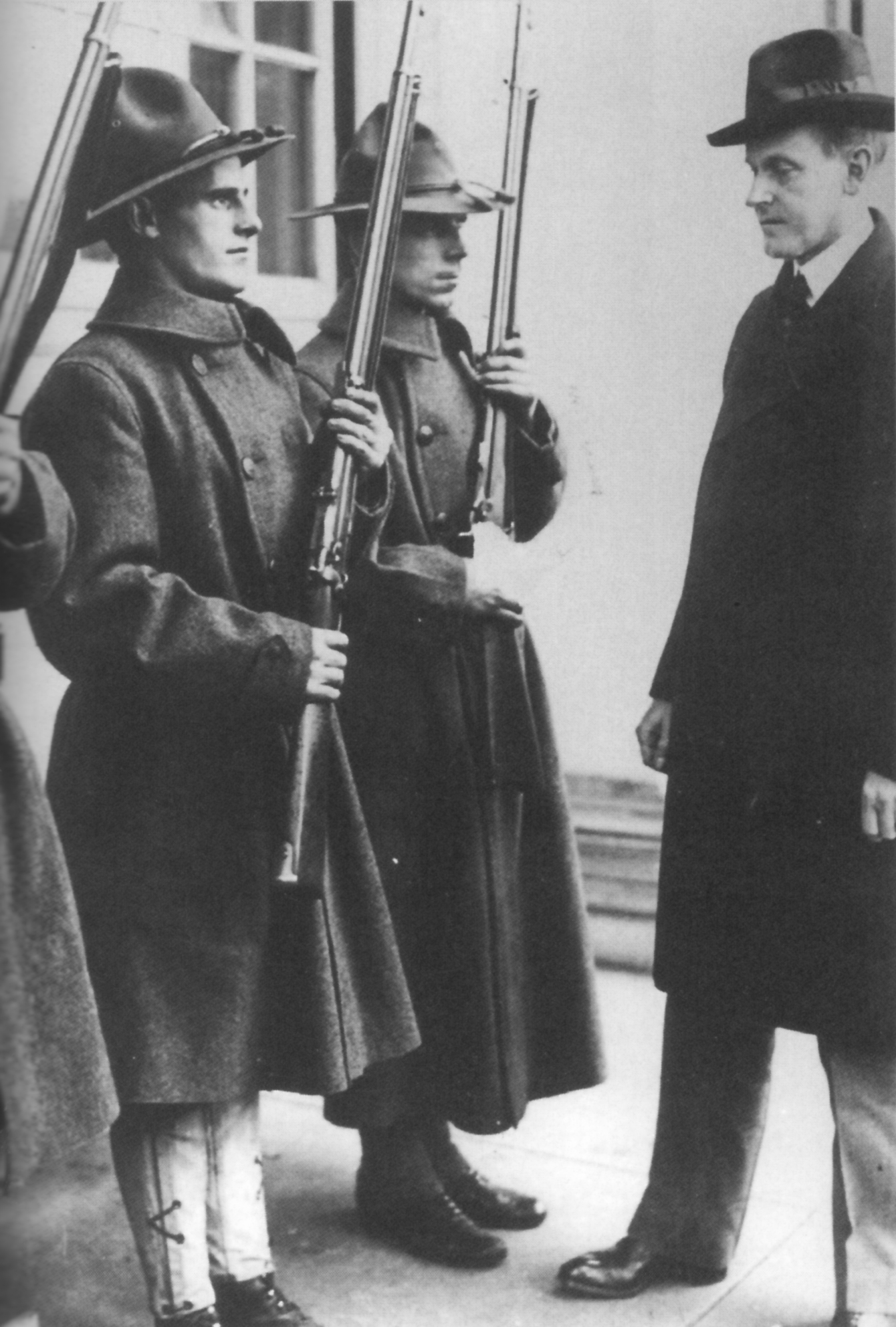
Coolidge passe en revue des hommes de la garde nationale en 1919.

Coolidge fut choisi à l'unanimité pour être le candidat républicain au poste de gouverneur du Massachusetts en 1918. Lui et son colistier, Channing H. Cox, un avocat de Boston et président de la Chambre des représentants du Massachusetts, firent campagne contre les résultats de la précédente administration et défendirent le conservatisme fiscal, une vague opposition à la prohibition, le droit de vote des femmes et l'implication américaine dans la Première Guerre mondiale. La question de la guerre était délicate, en particulier chez les irlando- et les Germano-Américains. Coolidge fut élu avec seulement 16 773 voix d'avance sur son opposant, Richard H. Long.
En 1919, en réponse à des rumeurs selon lesquelles les policiers de la police de Boston planifiaient de former un syndicat, le commissaire Edwin U. Curtis déclara que cela ne serait pas toléré. En août, la fédération américaine du travail (AFL) confirma la formation d'un syndicat de la police de Boston. Curtis déclara que les dirigeants du syndicat étaient insubordonnés et annonça qu'ils seraient limogés à moins que le syndicat ne soit dissous avant le 4 septembre. Le maire de Boston, Andrew J. Peters, parvint à convaincre Curtis de repousser son ultimatum de quelques jours mais finalement les dirigeants syndicaux furent suspendus de leurs fonctions le 8 septembre.
Le lendemain, environ les trois quarts des policiers de Boston se mirent en grève (en). Coolidge avait observé l'évolution de la situation mais n'était pas encore intervenu. Les deux nuits qui suivirent le début de la grève, des émeutes et des violences sporadiques éclatèrent dans la ville laissée sans surveillance. Peters, inquiet par de possibles grèves de soutien, fit appel à quelques unités de la garde nationale du Massachusetts basées dans la région de Boston et suspendit Curtis de ses fonctions. Coolidge, furieux que le maire ait fait appel à des unités de la garde nationale sous sa juridiction prit finalement des mesures. Il fit appel à de nouvelles unités de la garde nationale, restaura Curtis dans ses fonctions et prit le contrôle personnel des forces de police. Curtis annonça que tous les grévistes étaient licenciés et Coolidge ordonna le recrutement de nouveaux policiers.
Le 12, Coolidge reçu un télégramme du dirigeant de l'AFL, Samuel Gompers dans lequel il écrivait que « quel que soit le désordre provoqué, il a été causé par l'ordre de Curtis qui niait les droits des policiers… ». Coolidge répondit publiquement au télégramme de Gompers dans un message qui le propulsa au niveau national :

« Votre affirmation selon laquelle le commissaire était en tort ne justifie pas le tort de laisser la ville sans surveillance. Cela fournit l'opportunité aux éléments criminels d'agir. Personne, jamais, nulle part n'a le droit de déclarer une grève contre la sécurité publique… Je suis également déterminé à défendre la souveraineté du Massachusetts et à exercer l'autorité sur les fonctionnaires comme cela est permis par la Constitution et les lois du peuple. »

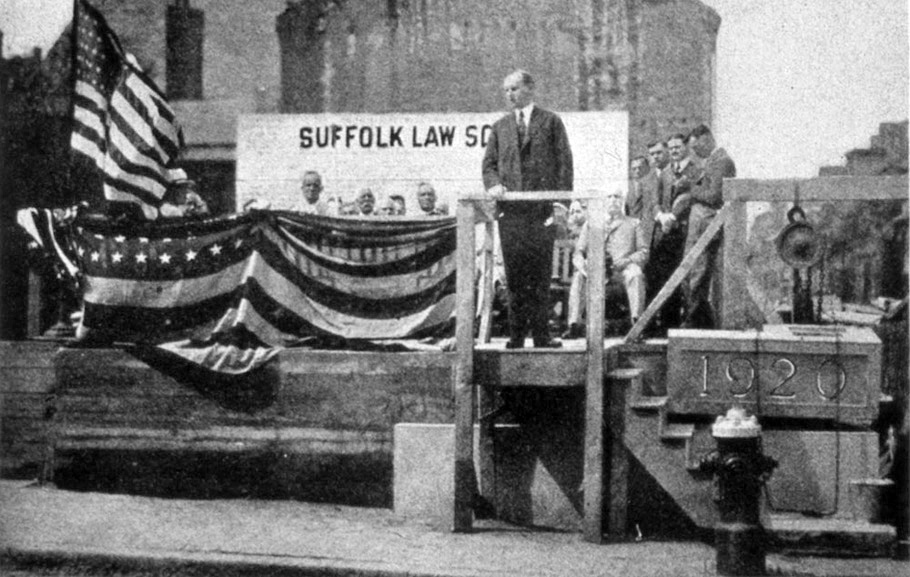
Pose de la première pierre de la faculté de droit de l'université Suffolk de Boston par le gouverneur Coolidge en août 1920.

Les journaux de tout le pays reprirent les propos de Coolidge et il fut présenté comme un héros car au milieu de la première peur rouge, de nombreux américains s'inquiétaient d'une possible révolution communiste comme cela s'était produit en Russie, en Hongrie et en Allemagne. Si Coolidge avait perdu quelques amis parmi les syndicalistes, les conservateurs de tout le pays voyaient en lui l'étoile montante du parti républicain. Même s'il agissait généralement après mure réflexion, la grève de la police de Boston lui offrit une réputation d'homme capable de prendre des décisions rapides et efficaces.
Coolidge et Cox furent réélus à leurs postes respectifs en 1919. Coolidge affronta une nouvelle fois Richard Long mais cette fois-ci, il le devança de 125 101 voix. À ce moment, les partisans de Coolidge firent la publicité de son action lors de la grève de la police de Boston et certains de ses discours furent publiés sous forme de livre. Ses actions lors de la grève et sa large victoire en firent un candidat potentiel pour l'élection présidentielle de 1920.
Lors de son investiture le 2 janvier 1919, la Première Guerre mondiale était terminée et Coolidge fit passer une loi pour accorder 100 $ (environ 2 800 $ de 2012) aux vétérans du Massachusetts. Il signa également une loi réduisant la durée légale hebdomadaire du travail des femmes et des enfants de 54 à 48 heures, déclarant que « nous devons humaniser l'industrie ou le système s'effondrera ». Il accepta un budget qui conservait le même niveau de taxation mais réduisait les dépenses de quatre millions de dollars, ce qui permit de réduire la dette de l'État. Coolidge utilisa également son droit de veto dont le plus connu fut pour rejeter une loi qui aurait augmenté le salaire des législateurs de 50 %. Même si Coolidge était opposé à la prohibition, il mit son veto à une loi de mai 1920 qui aurait autorisé la vente de bière ou de vin de moins de 2,75° dans le Massachusetts en violation du 17e amendement de la Constitution. Il écrivit dans son message accompagnant le veto, « les opinions et les instructions ne surpassent pas la Constitution. Contre elle, ils ne valent rien ».

## Vice-présidence

### Élection de 1920

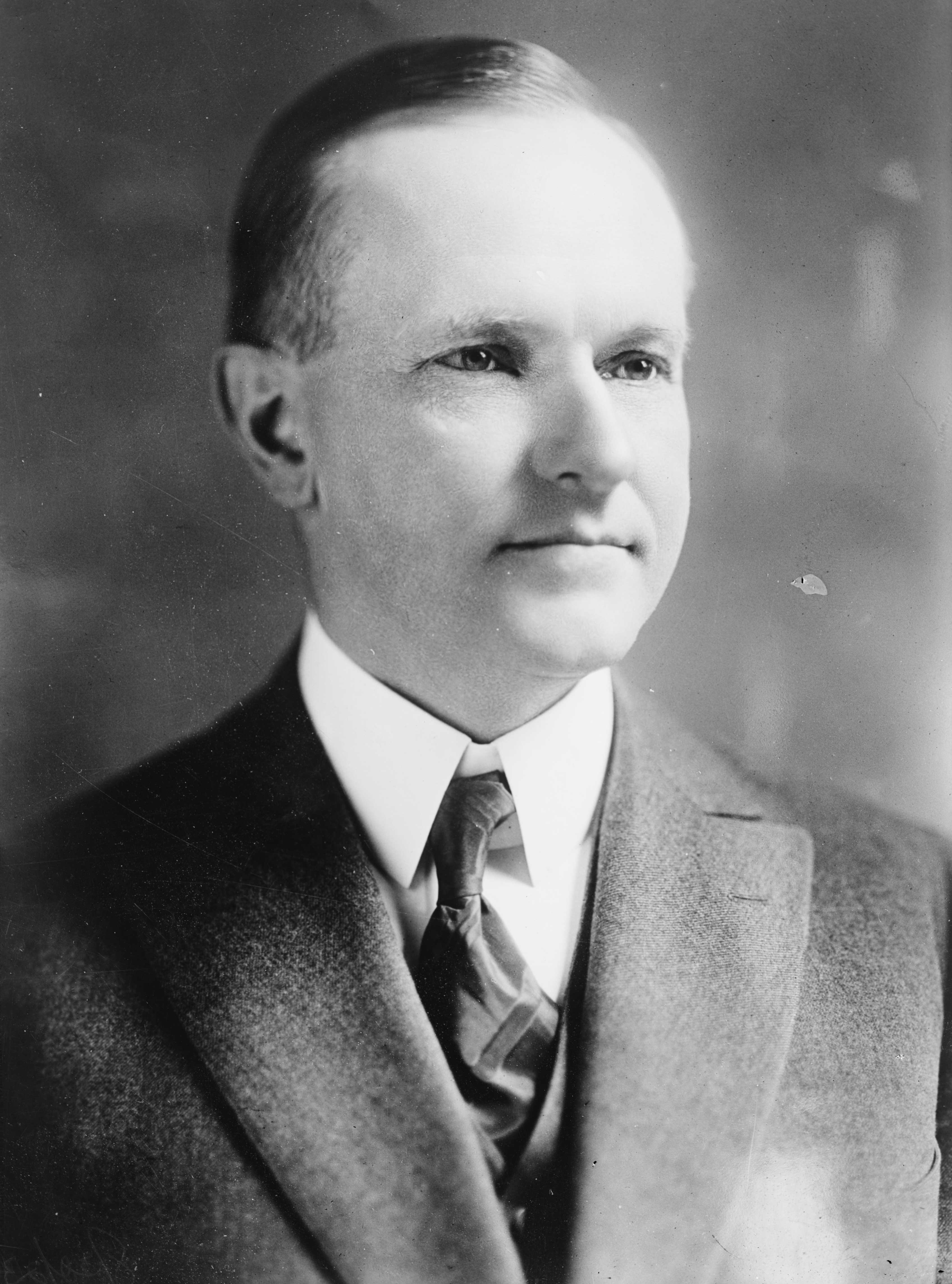
Coolidge avant son élection à la vice-présidence.

À la convention républicaine de 1920, la plupart des candidats avaient été choisis par les conventions de chaque État et non par des primaires. Ainsi, la convention était remplie de favoris locaux. Coolidge était l'un d'eux et quand qu'il arriva sixième à l'issue du premier tour, les puissants « boss (en) » du parti ne le considéraient pas comme un candidat crédible. Après dix tours, les délégués choisirent le sénateur Warren G. Harding de l'Ohio comme candidat à la présidence. Lorsqu'il fallut désigner un vice-président, les boss s'étaient tournés vers le sénateur Irvine Lenroot du Wisconsin. Cependant, un délégué de l'Oregon, Wallace McCamant proposa Coolidge pour la vice-présidence. La proposition fut bien accueillie et Coolidge se retrouva nommé de manière inattendue.
Les démocrates choisirent James Middleton Cox, également originaire de l'Ohio pour briguer la présidence et le secrétaire à la marine, Franklin Delano Roosevelt pour la vice-présidence. La question de savoir si les États-Unis devaient rejoindre la Société des Nations fut le sujet majeur de la campagne de même que la poursuite du Progressisme. Harding réalisa une « campagne de perron », typique de l'époque, dans laquelle le candidat ne faisait pas campagne mais recevait des délégations et faisait des discours depuis sa propre maison à Marion dans l'Ohio. En revanche, Coolidge entama une tournée de campagne dans le Sud supérieur et le Nord-Est des États-Unis. Le 2 novembre 1920, Harding remporta une victoire écrasante avec 60 % du vote populaire et gagna tous les États à l'exception de ceux du Sud. Il gagna également le Tennessee devenant ainsi le premier républicain à remporter un État du Sud depuis la Reconstruction.

### «Silent Cal»

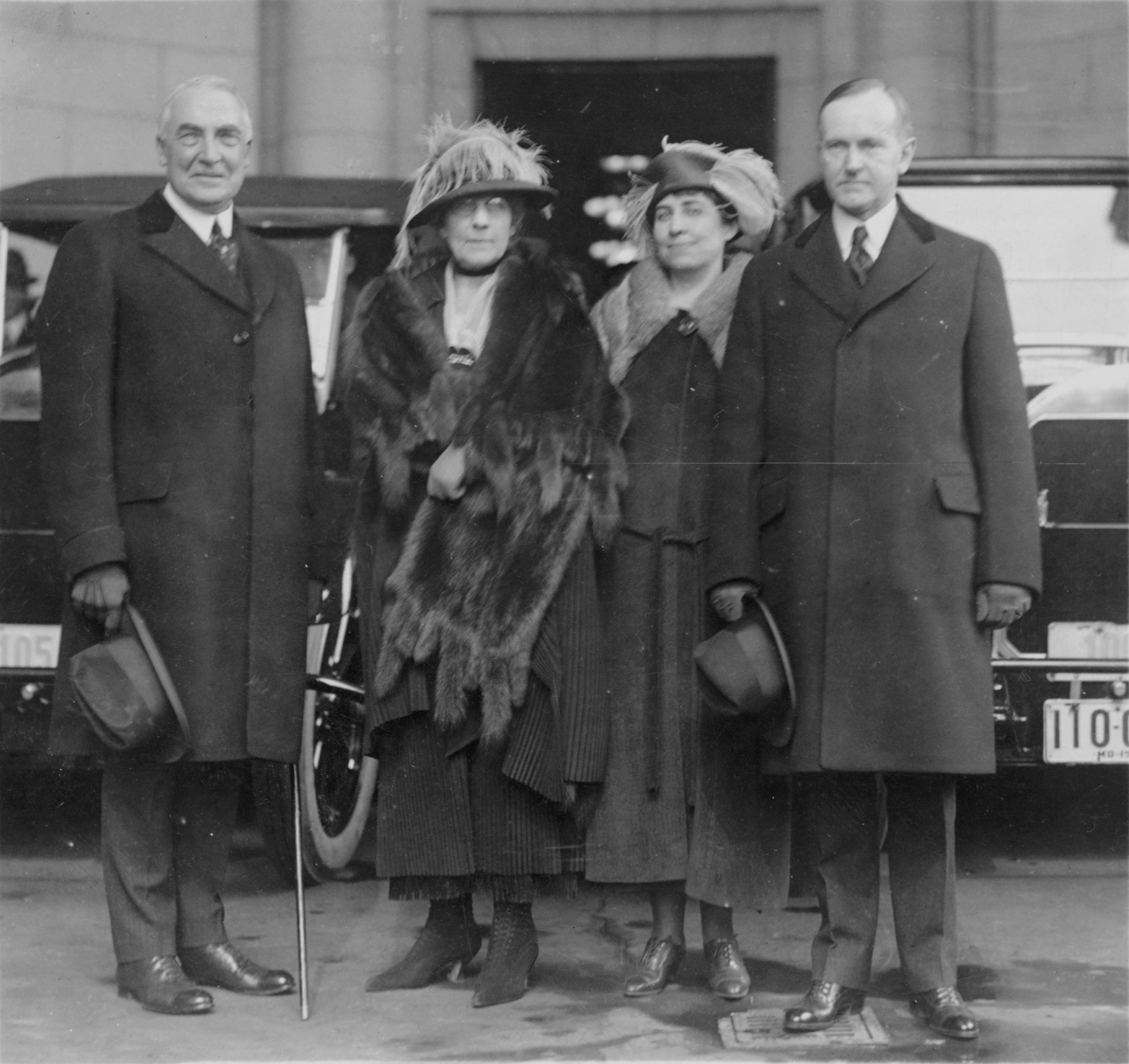
Le président Harding et le vice-président Coolidge accompagnés de leurs épouses.

La fonction de vice-président n'entraînait pas de nombreux devoirs officiels mais Coolidge fut invité par le président Harding à assister aux réunions de son Cabinet, faisant de lui le premier vice-président à y participer. Il donna des discours dans tout le pays mais aucun ne fut particulièrement mémorable.
En tant que vice-président, Coolidge et son épouse Grace étaient invités à nombreuses réceptions où naquirent la légende de Silent Cal (« Cal le taciturne »). C'est de cette période que datent la plupart des blagues et des anecdotes concernant Coolidge. Bien que ce dernier soit connu pour être un brillant orateur, en privé il était peu loquace. Selon une histoire, possiblement apocryphe, Dorothy Parker, assise à côté de lui durant un dîner, lui aurait dit « M. Coolidge, j'ai parié contre un ami qui prétendait qu'il était impossible d'obtenir plus de deux mots de votre part ». Ce à quoi Coolidge répondit « You lose » (« vous avez perdu »). Ce fut également Parker qui, ayant appris la mort de Coolidge, aurait rétorqué : « Comment peuvent-ils savoir? ». Il semblait souvent mal à l'aise au sein de la coquette société de Washington et lorsqu'on lui demanda pourquoi il continuait de participer à autant de dîners, il répondit « il faut bien que je mange quelque part ». Alice Roosevelt Longworth, la fille aînée de l'ancien président Theodore Roosevelt, commenta son silence et sa personnalité austère : « Lorsqu'il souhaite être ailleurs, il faisait la moue, croisait les bras et ne disait plus rien. Il ressemblait à quelqu'un que l'on forcerait à manger des cornichons au vinaigre ».
Son accession à la présidence ne fit pas évoluer sa réputation d'homme taciturne. Il écrivit plus tard que « les paroles d'un président ont un poids énorme et ne doivent pas être utilisées sans discernement ». Coolidge était conscient de son image de personnage austère car il la cultivait. Il déclara à l'actrice Ethel Barrymore, « je pense que le peuple américain veut un cul solennel en tant que président et je pense que je suis d'accord avec lui ». Cependant, il tint le nombre record pour l'époque de 520 conférences de presse durant sa présidence. Certains historiens ont par la suite suggéré que l'image de Coolidge avait été délibérément créée à des fins électorales mais pour d'autres son tempérament taciturne fut renforcé par la mort de son fils en 1924.

## Présidence (1923-1929)
Le 2 août 1923, Harding mourut lors d'une tournée en Californie. Coolidge était alors dans le Vermont dans la maison familiale, qui n'avait ni électricité ni téléphone, lorsqu'il apprit la mort de Harding par un messager. Coolidge s'habilla, fit une prière et descendit pour accueillir les journalistes qui s'étaient rassemblés à l'extérieur. Son père, un notaire public, administra le serment de la présidence dans le salon familial à la lueur d'une lampe à pétrole à 2 h 47 le 3 août 1923 ; Coolidge retourna ensuite se coucher. Il se rendit à Washington le lendemain et il prêta à nouveau serment avec le juge Adolph A. Hoehling, Jr. de la cour suprême du district de Columbia car il n'était pas certain qu'un notaire disposait de l'autorité suffisante pour administrer le serment présidentiel.

### Fin du mandat de Harding

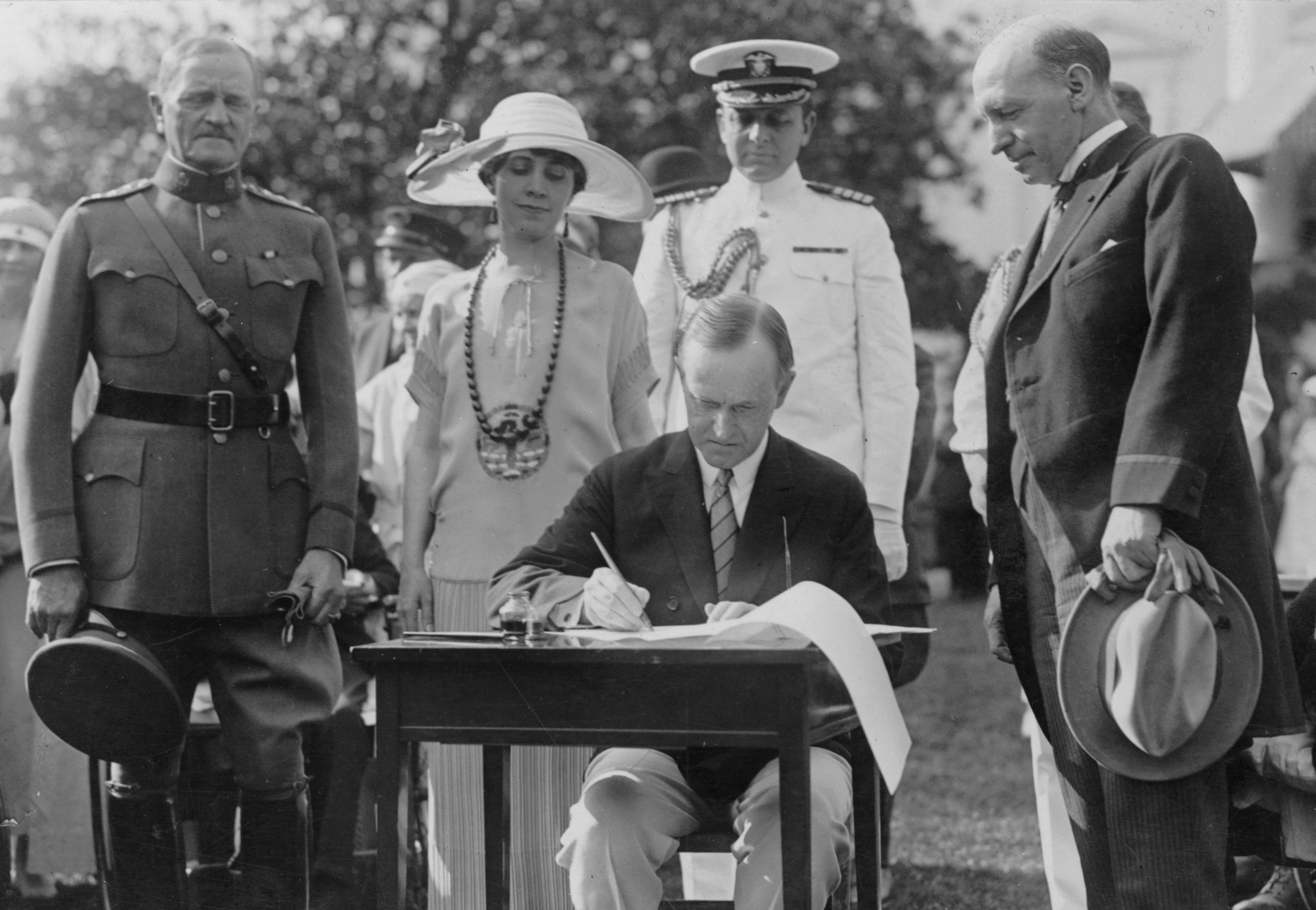
Coolidge signant la loi sur l'immigration. Le général John Pershing se trouve sur la gauche.

La nation ne savait pas vraiment quoi faire de son nouveau président ; Coolidge n'avait pas fait partie de l'administration Harding et beaucoup s'attendaient à ce qu'il soit remplacé lors de l'élection de 1924. Il nomma C. Bascom Slemp, un représentant de Virginie et politicien expérimenté pour travailler conjointement avec Edward T. Clark, un républicain du Massachusetts qui faisait partie de son équipe à la vice-présidence, en tant que « secrétaires du président », une position équivalente à celle de l'actuel chef de cabinet de la Maison-Blanche. Même si de nombreux membres du Cabinet de Harding étaient empêtrés dans des scandales, Coolidge annonça qu'il ne demanderait aucune démission, pensant que comme le peuple avait élu Harding, il devait poursuivre la présidence Harding au moins jusqu'à la prochaine élection.
Il s'adressa au Congrès lorsque celui-ci se réunit à nouveau le 6 décembre 1923 dans un discours qui faisait de nombreuses références aux idées de Harding dont des restrictions sur l'immigration et le besoin pour le gouvernement fédéral d'arbitrer les grèves des mineurs de charbon en Pennsylvanie. Ce discours fut le premier discours présidentiel à être diffusé à la radio. Le populaire traité naval de Washington fut signé juste un mois après la prise de fonction de Coolidge. En mai 1924, les vétérans de la Première Guerre mondiale obtinrent le World War Adjusted Compensation Act qui accordait une indemnité aux vétérans et fut adoptée malgré le veto présidentiel. Coolidge signa la loi d'immigration Johnson-Reed visant à réduire l'immigration issue d'Europe du Sud et de l'Est même s'il ajouta un commentaire exprimant son mécontentement sur l'exclusion spécifique des immigrants japonais. Dans un contexte d'influence grandissante des thèses eugénistes aux États-Unis, cette loi devait préserver le pays des races « biologiquement inférieures ». Peu avant le début de la convention républicaine, Coolidge signa le Revenue Act de 1924, qui réduisait l'impôt sur le revenu tout en augmentant les droits de succession et créait une taxe sur les donations.

### Élection de 1924

Résultats de l'élection de 1924

La convention républicaine de 1924 fut organisée du 10 au 12 juin 1924 à Cleveland dans l'Ohio et Coolidge nommé dès le premier tour. La convention désigna Frank Lowden de l'Illinois pour la vice-présidence au second tour mais ce dernier déclina l'offre par télégramme et l'ancien général de brigade Charles Dawes, qui obtint le prix Nobel de la paix en 1925, fut choisi au troisième tour.
Lors de la convention démocrate du 24 juin au 9 juillet à New York, les délégués s'accordèrent au bout de 103 tours de vote sur un candidat de compromis, John W. Davis avec Charles Wayland Bryan pour la vice-présidence. Les espoirs démocrates furent renforcés par la défection du sénateur républicain du Wisconsin, Robert M. La Follette, qui fonda un nouveau parti progressiste. Beaucoup considéraient que cette scission, comme en 1912, permettrait aux démocrates de remporter l'élection.
Peu après la convention, Coolidge connut une tragédie personnelle. Son plus jeune fils, Calvin Jr., développa une ampoule en jouant au tennis sur le court de la Maison-Blanche. L'ampoule s'infecta et en quelques jours, il fut atteint d'une septicémie et mourut. Après cela, Coolidge devint distant et il déclara plus tard « lorsqu'il est mort, la puissance et la gloire de la présidence s'en allèrent avec lui ». En dépit de sa tristesse, Coolidge fit campagne à sa manière ; il ne calomniait jamais ses opposants qu'il ne nommait jamais par leur nom et fit des discours sur sa théorie de gouvernement dont plusieurs furent retransmis par radio. Ce fut probablement la campagne la plus apaisée depuis 1896 du fait du chagrin du président et de son style non-offensif. Les autres candidats firent une campagne plus appuyée mais en dépit de la scission du parti républicain, les résultats de l'élection furent très similaires à ceux de 1920. Coolidge et Dawes remportèrent tous les États en dehors du Sud, à l'exception du Wisconsin gagné par La Follette qui en était originaire.

### Politique économique

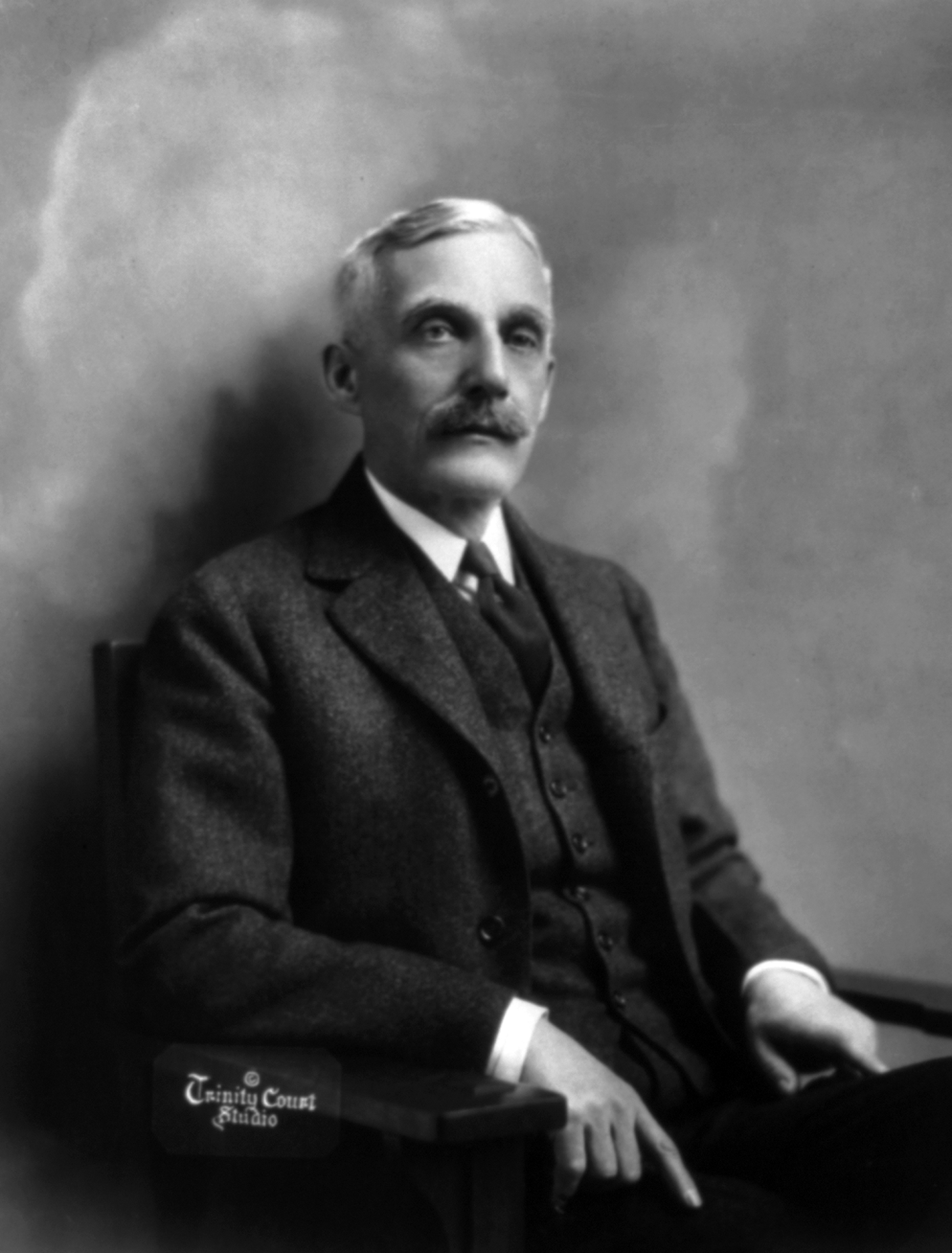
Le secrétaire au Trésor de Coolidge, Andrew Mellon.

Durant la présidence de Coolidge, les États-Unis connurent une période de croissance économique rapide connue sous le nom de « Roaring Twenties ». Coolidge laissa la politique économique entre les mains de son actif secrétaire au Commerce, Herbert Hoover qui utilisa les fonds gouvernementaux pour développer le transport aérien et la radio. En dehors de la mise en place de droits de douane élevés, Coolidge méprisait la régulation économique et poursuivit cette idée en nommant des commissaires à la Federal Trade Commission et à l'Interstate Commerce Commission qui firent peu pour restreindre les activités des entreprises sous leur juridiction,. La régulation gouvernementale sous Coolidge était, comme un biographe l'écrivit, « fine jusqu'à en être invisible ».
La politique économique de Coolidge a souvent été critiquée pour son adhésion à l'idéologie du laissez-faire qui aurait mené à la Grande Dépression. D'un autre côté, l'historien Robert Sobel avance que cela était plus lié au soutien de Coolidge au fédéralisme : « En tant que gouverneur du Massachusetts, Coolidge soutint les législations sur les salaires et la durée du travail, s'opposa au travail des enfants, imposa des contrôles économiques durant la Première Guerre mondiale, favorisa les mesures de sécurité dans les usines et même la représentation des ouvriers au sein des comités de direction. A-t-il soutenu ces mesures lorsqu'il était président ? Non, car dans les années 1920, ces questions étaient de la responsabilité des gouvernements locaux ».
La politique fiscale de Coolidge était celle de son secrétaire du Trésor Andrew Mellon : les taxes doivent être faibles et le moins de personnes possibles doivent avoir à les payer. Le Congrès accepta cette idée et les impôts furent réduits. En plus de ces modifications, Coolidge proposa des réductions dans les dépenses fédérales afin de réduire la dette publique,. Les idées de Coolidge étaient partagées par les républicains et en 1924, le Congrès adopta le Revenue Act de 1924 qui réduisait les impôts sur le revenu et supprimait toute forme d'imposition pour deux millions de personnes. Les taxes furent encore réduites après les Revenue Acts de 1926 et de 1928 qui réduisaient également les dépenses afin de faire diminuer la charge de la dette. En 1927, seuls les 2 % de contribuables les plus fortunés payaient un impôt sur le revenu fédéral.

### Réactions aux crises intérieures

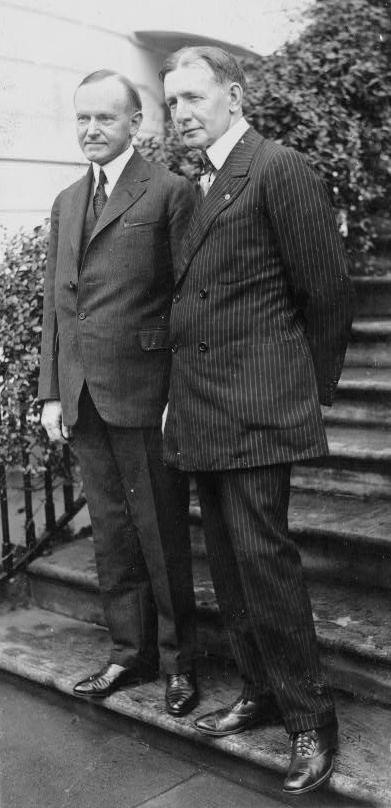
Coolidge et son vice-président, Charles Dawes.

L'une des questions les plus importantes de la présidence Coolidge fut le soutien à apporter aux agriculteurs. Certains membres du Congrès proposèrent une loi destinée à combattre la chute des prix des produits agricoles en autorisant le gouvernement fédéral à acheter les récoltes et à les vendre à l'étranger à un prix réduit. Le secrétaire à l'Agriculture Henry C. Wallace (en) se prononça en faveur de la loi lorsqu'elle fut proposée en 1924 mais comme les prix repartirent à la hausse, de nombreux congressistes considérèrent que la loi était inutile et elle fut rejetée juste avant les élections de 1924. En 1926, les prix chutèrent à nouveau et le sénateur Charles McNary de l'Oregon et le représentant Gilbert N. Haugen de l'Iowa, deux républicains, présentèrent la McNary-Haugen Farm Relief Bill. Celle-ci proposait la création d'un comité agricole fédéral qui pourrait acheter les surplus de production lors des années à fort rendement et les stocker (si possible) pour plus tard ou les vendre à l'étranger. Coolidge s'opposa à cette loi en déclarant que l'agriculture devait se tenir « sur une base commerciale indépendante » et que le « contrôle étatique ne pouvait être détaché du contrôle politique ». Il se prononça en faveur de la proposition de modernisation de l'agriculture proposée par Herbert Hoover qui permettrait de créer des profits au lieu de manipuler les prix. Mellon écrivit une lettre dénonçant la mesure McNary-Haugen comme inutile et inflationniste et elle fut rejetée.
Après la défaite de la loi McNary-Haugen, Coolidge soutint une alternative moins radicale, le Curtis-Crisp Act qui créait un comité fédéral chargé de prêter de l'argent aux coopératives agricoles les années de surproduction mais le projet de loi fut rejeté. En février 1927, le Congrès adopta de justesse la loi McNary-Haugen mais Coolidge mit son veto. Dans sa justification, il exprima sa croyance selon laquelle la loi n'aiderait pas les agriculteurs et ne bénéficierait qu'aux exportateurs tout en accroissant la bureaucratie fédérale. Le Congrès n'annula pas le veto, la loi fut revotée en mai 1928 avec une majorité accrue mais une nouvelle fois Coolidge utilisa son droit de veto. Le président, fils d'un agriculteur du Vermont, déclara que les « agriculteurs n'ont jamais gagné beaucoup d'argent. Je ne crois pas que nous puissions y faire grand-chose ».
Coolidge fut souvent critiqué pour ses actions lors de la crue du Mississippi de 1927, la pire catastrophe naturelle qui toucha le Sud des États-Unis jusqu'à l'ouragan Katrina en 2005. Même s'il nomma finalement Hoover à la tête d'une commission chargée de l'aide à la reconstruction, le manque d'intérêt de Coolidge concernant le contrôle fédéral des crues fut critiqué. Coolidge ne croyait pas que visiter la région après les inondations ferait grand-chose et il considérait que cela serait vu comme une tribune politique. Il ne voulut pas non plus financer les aménagements de régulation des crues avec des fonds fédéraux en avançant que les propriétaires locaux devaient en supporter le coût. D'un autre côté, le Congrès voulait une loi qui donnerait au gouvernement fédéral la responsabilité totale de la mitigation des crues. Lorsque le Congrès vota une mesure de compromis en 1928, Coolidge refusa de s'en voir attribuer le mérite et il signa la loi en privé le 15 mai.

### Droits civiques

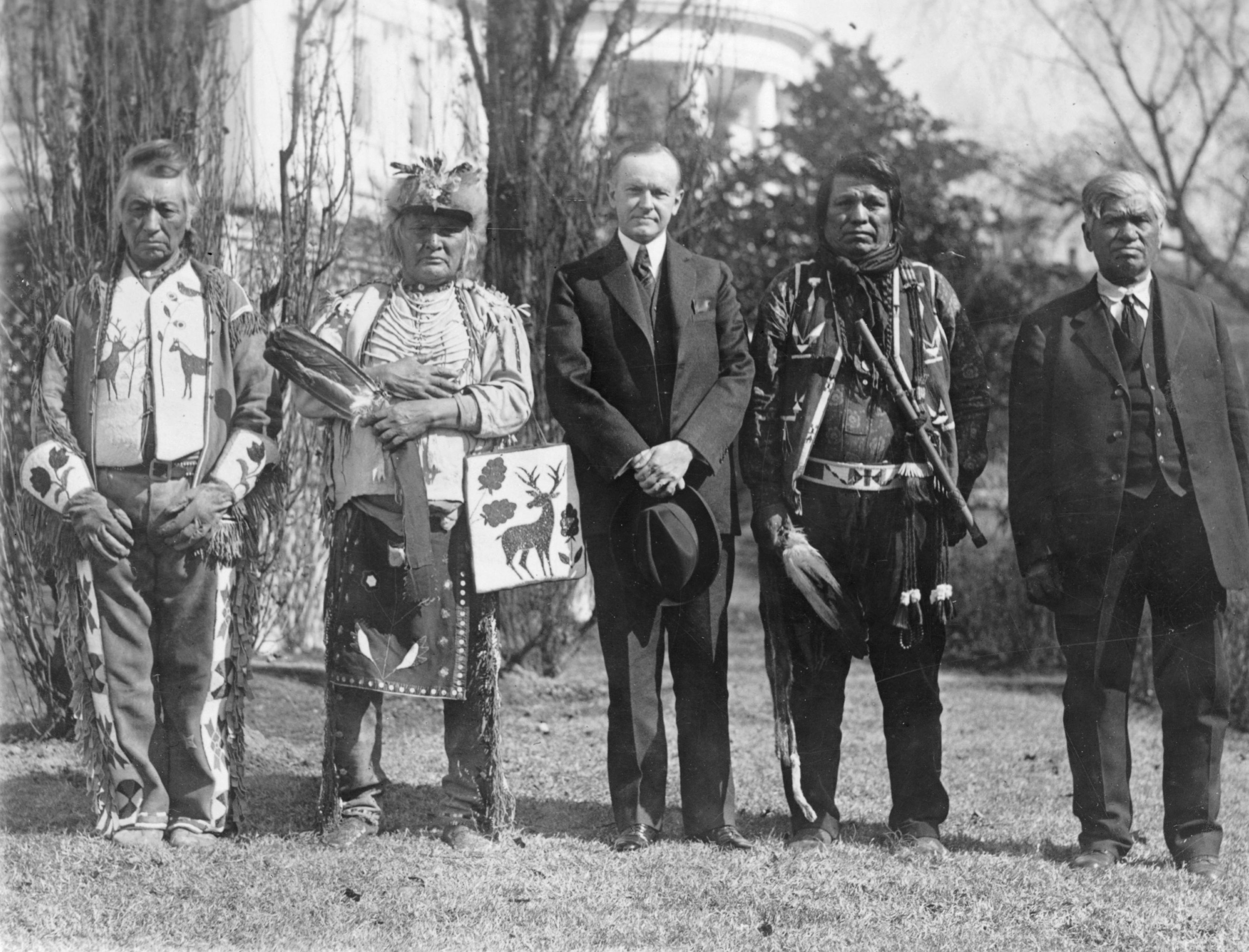
Coolidge avec des membres de la tribu des Osages lors de la signature de lIndian Citizenship Act.

Coolidge se prononça en faveur des droits civiques des Afro-Américains et des Catholiques. Il ne nomma aucun membre du Ku Klux Klan et ce dernier perdit beaucoup de son influence sous sa présidence. En 1924, il répondit à une lettre avançant que les États-Unis étaient la « nation de l'homme blanc » :

« Je suis surpris de recevoir une telle lettre. Durant la guerre, 500 000 hommes de couleur furent appelés sous les drapeaux et pas un ne songea à se désister. [En tant que président, je suis] l'un de ceux qui ressentent la responsabilité de faire vivre les traditions et de maintenir les principes du parti républicain. Notre Constitution garantit les mêmes droits pour tous les citoyens, sans distinction de race ou de couleur. J'ai prêté serment de soutenir cette Constitution… »

Coolidge demanda à de nombreuses reprises la mise en place de lois anti-lynchage mais les tentatives du Congrès en ce sens étaient systématiquement bloquées par les démocrates du Sud. Il nomma quelques afro-américains à des postes fédéraux. Walter L. Cohen de La Nouvelle-Orléans en Louisiane, qui avait été nommé par Harding au poste de contrôleur des douanes fut confirmé à ce poste par Coolidge qui lui offrit le poste d'ambassadeur au Liberia mais l'homme d'affaires déclina la proposition.
Le 2 juin 1924, Coolidge signa l'Indian Citizenship Act qui accordait la nationalité américaine à tous les Amérindiens résidant aux États-Unis tout en les autorisant à conserver leurs terres traditionnelles et leurs droits culturels.

### Politique étrangère

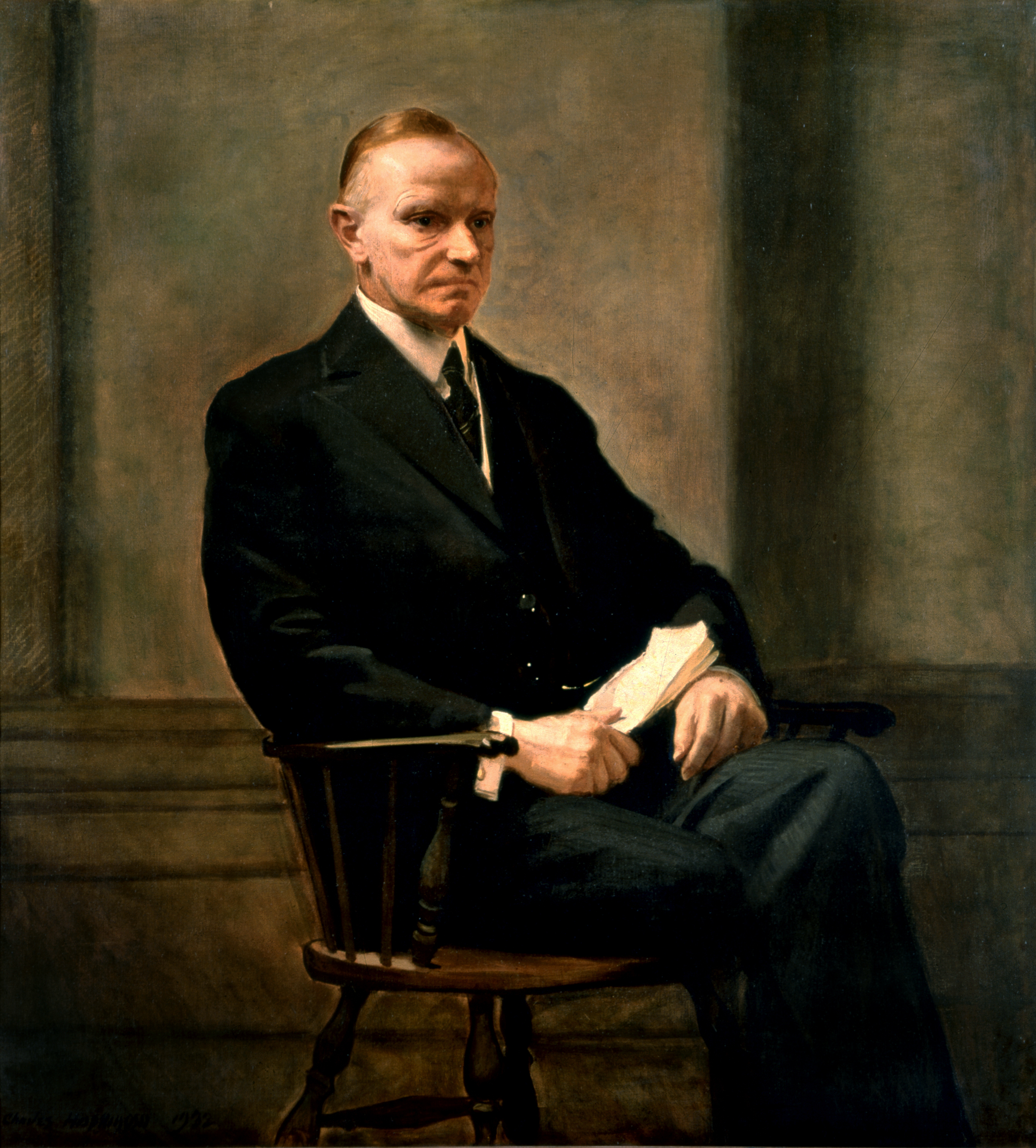
Portrait officiel de Coolidge réalisé par Charles S. Hopkinson.

Même s'il n'était pas un isolationniste, Coolidge était réticent à l'idée d'entrer dans des alliances internationales. Coolidge voyait dans le raz-de-marée républicain de 1920, la preuve d'un rejet de l'idée de Woodrow Wilson selon laquelle les États-Unis devaient rejoindre la Société des Nations. Sans être opposé à la Société, il considérait qu'en l'état, elle ne servait pas les intérêts américains et ne défendit pas une adhésion. Il se prononça en revanche pour que les États-Unis rejoignent la Cour permanente de justice internationale à la condition que le pays ne soit pas contraint par ses décisions. Le Congrès accepta finalement de rejoindre la Cour avec des réserves en 1926. La Société des Nations accepta les réserves mais suggéra quelques modifications qui ne furent jamais approuvées par le Sénat et les États-Unis ne rejoignirent jamais la Cour.
L'initiative la plus connue de Coolidge fut le pacte Briand-Kellogg de 1928, nommé d'après le secrétaire d'État américain Frank Billings Kellogg, qui reçut le prix Nobel de la paix pour cet accord, et le ministre des Affaires étrangères français Aristide Briand. Le traité ratifié en 1929 prévoyait que les États-Unis, le Royaume-Uni, la France, l'Allemagne, l'Italie et le Japon « condamnaient le recours à la guerre pour le règlement des différends internationaux et y renonçaient en tant qu'instrument de politique nationale dans leurs relations mutuelles ». Si le traité ne permit pas d'« interdire » la guerre, il posa les bases des lois internationales établies après la Seconde Guerre mondiale.
Coolidge poursuivit la politique de non-reconnaissance de l'Union soviétique de ses prédécesseurs. Il continua également à soutenir le gouvernement élu du Mexique contre les rebelles en levant l'embargo sur les armes à destination du pays. Il nomma son ami proche Dwight Morrow au Mexique en tant qu'ambassadeur. Coolidge représenta les États-Unis à la conférence pan-américaine à La Havane à Cuba en 1928, devenant ainsi le seul président en exercice à se rendre sur l'île (jusqu'à Barack Obama en 2016). L'occupation américaine du Nicaragua et d'Haïti continua sous son administration mais Coolidge retira les troupes américaines de la République dominicaine en 1924.

### Administration et nominations judiciaires

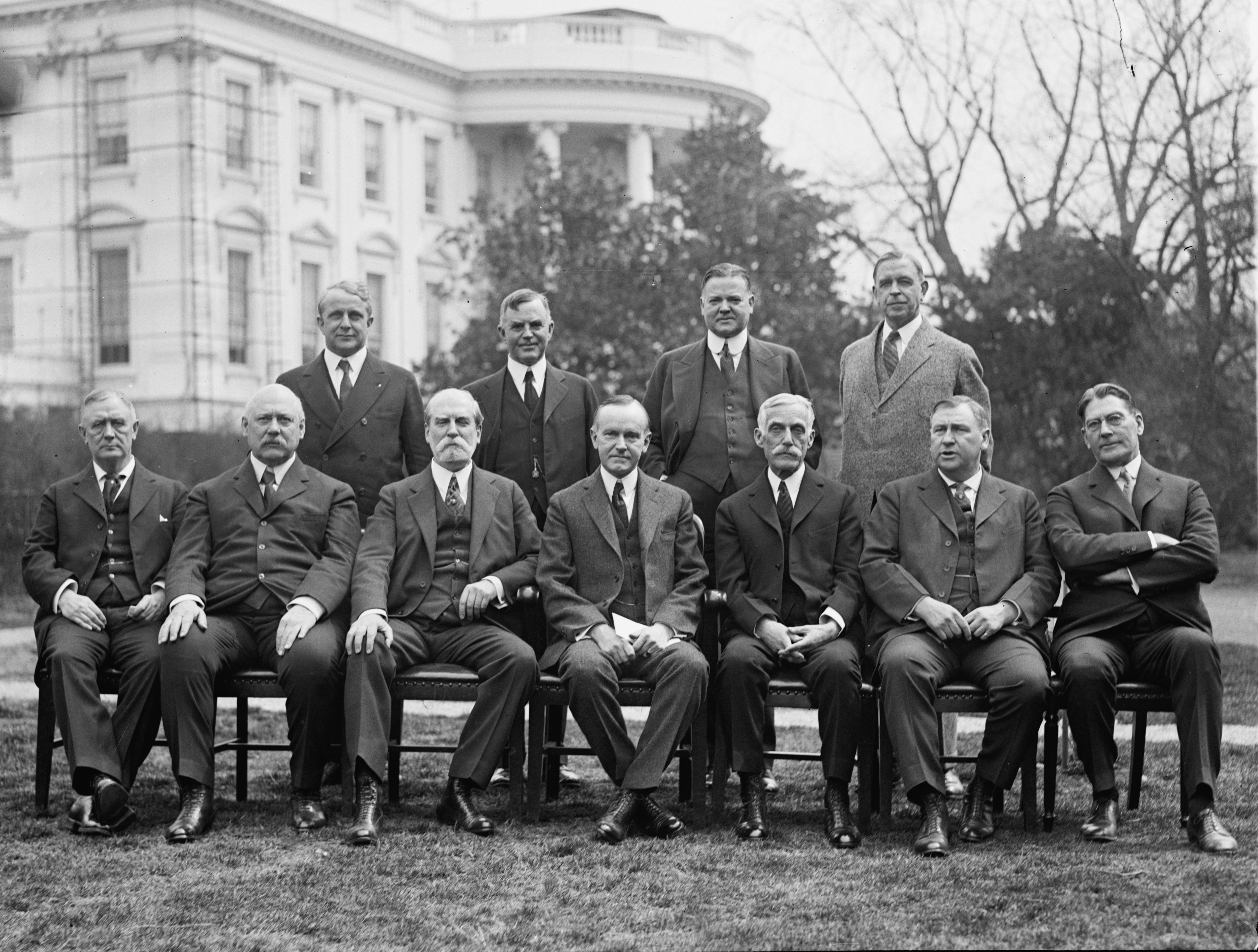
Le Cabinet Coolidge en 1924 photographié à l'extérieur de la Maison-Blanche
Premier rang, de gauche à droite : Harry S. New, John W. Weeks, Charles Evans Hughes, Coolidge, Andrew Mellon, Harlan Fiske Stone et Curtis Dwight Wilbur
Deuxième rang, de gauche à droite : James J. Davis, Henry C. Wallace, Herbert Hoover et Hubert Work.

Coolidge nomma un juge à la Cour suprême à la mort de Joseph McKenna, Harlan Fiske Stone en 1925. Ce dernier était un ancien camarade de Amherst, un avocat de Wall Street et un républicain conservateur. Stone était doyen de la Columbia Law School lorsque Coolidge le nomma procureur général en 1924 pour restaurer la réputation de la fonction ternie par le procureur général de Harding, Harry M. Daugherty. Stone fut par la suite nommé juge en chef de la Cour suprême par le président Franklin Delano Roosevelt.
En plus de cette nomination à la cour suprême, Coolidge nomma 17 juges aux cours fédérales d'appel et 61 juges aux cours de districts. Il nomma également des juges à divers tribunaux spécialisés dont Genevieve R. Cline qui devint la première femme dans une juridiction fédérale lorsque Coolidge la plaça à l'United States Court of International Trade en 1928. Coolidge signa également le Judiciary Act de 1925 qui permettait à la Cour suprême de mieux choisir ses dossiers pour réduire sa charge de travail.

### Élection de 1928
À l'été 1927, Coolidge passa ses vacances dans les Black Hills du Dakota du Sud où il pêcha et assista à des rodéos. Il fit du parc d'État Custer, sa « Maison-Blanche estivale ». Alors qu'il était en vacances, Coolidge déclara à la surprise générale qu'il ne briguerait pas un second mandat dans un message succinct se limitant à « Je décide de ne pas être candidat ». Quelque temps plus tard, Coolidge développa son argument : « Si j'obtiens un autre mandat, je serai à la Maison-Blanche jusqu'en 1933… Dix ans à Washington est plus long que ce tout autre homme a réalisé, trop long! ». Dans ses mémoires, Coolidge expliqua sa décision de ne pas se représenter : « La fonction présidentielle exige un lourd tribut à celui qui l'exerce et à ceux qui l'entourent. Tandis que nous ne devons pas refuser de nous investir au service de notre pays, il est hasardeux de tenter ce qui nous semble être au-delà de nos forces ». Après avoir quitté ses fonctions, Grace et lui retournèrent à Northampton où il écrivit ses mémoires. Les républicains conservèrent la Maison-Blanche en 1928 avec l'élection du secrétaire au Commerce de Coolidge, Herbert Hoover. Coolidge avait été réticent à l'idée de choisir Hoover comme successeur ; à une occasion il remarqua que « durant six ans, cet homme m'a donné des conseils que je n'avais pas demandés et tous ont été mauvais ». Malgré tout, Coolidge n'avait aucune envie de diviser le parti en se prononçant contre la nomination du populaire secrétaire au Commerce. Les délégués pensèrent faire appel à Charles Dawes pour la vice-présidence mais la convention choisit le sénateur Charles Curtis du Kansas.

## Retraite et mort

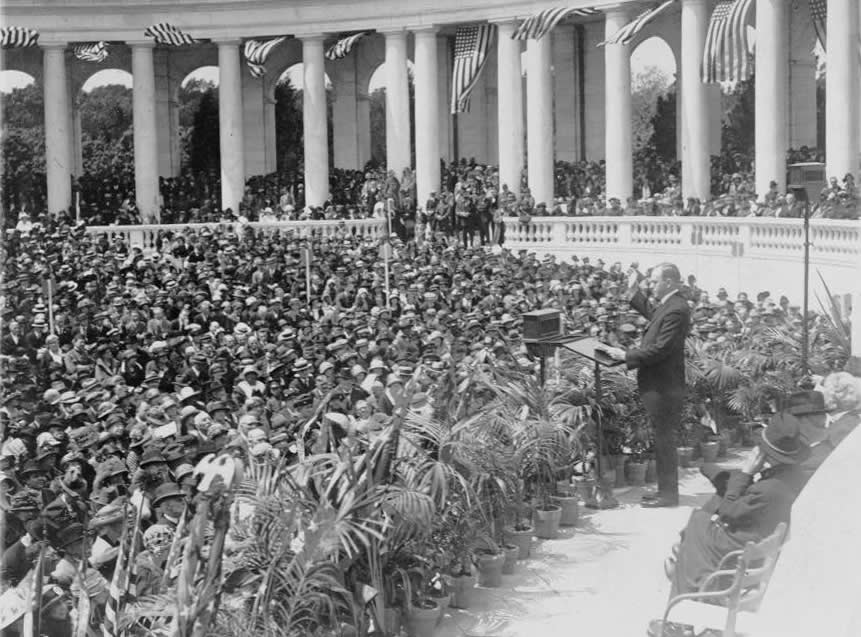
Coolidge s'adressant à une foule dans l'amphithéâtre du cimetière national d'Arlington en 1924.

Après sa présidence, Coolidge se retira dans sa maison de Northampton où il devint une figure locale. À cette période, il fut également président de la commission non partisane des chemins de fer, président honoraire de la Fondation américaine pour les aveugles, directeur de la New York Life Insurance Company, directeur de l'American Antiquarian Society et administrateur de l'Amherst College. Il reçut également un doctor of Laws honoraire du Bates College de Lewiston dans le Maine.
Il publia son autobiographie en 1929 et écrivit une rubrique intitulée Calvin Coolidge Says (« Calvin Coolidge dit ») dans un journal participatif de 1930 à 1931. Face à une défaite imminente en 1932, certains républicains proposèrent de ne pas désigner Hoover et de se tourner vers Coolidge mais ce dernier fit bien comprendre qu'il n'était pas intéressé et qu'il dénoncerait publiquement tout effort pour le convaincre. Hoover fut choisi et Coolidge fit plusieurs discours radiophoniques en sa faveur.

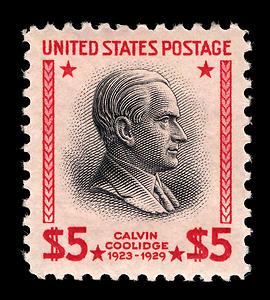
Timbre de 1938 à l'effigie de Coolidge.

Coolidge mourut subitement d'une crise cardiaque dans sa maison de Northampton à 12 h 45 le 5 janvier 1933 à l'âge de 60 ans. Peu avant sa mort, il confia à un vieil ami, « je ne me sens plus adapté à cette période ». Ses derniers mots furent : «Bonjour Robert.». Robert était alors un charpentier employé par Calvin peu de temps avant sa crise cardiaque.
Coolidge fut enterré sous une simple pierre tombale dans le cimetière de Plymouth Notch, près de sa maison familiale, entretenue au sein du Calvin Coolidge Homestead District. L'État du Vermont a inauguré un nouveau centre d'information pour les visiteurs à l'occasion du centenaire de sa naissance le 4 juillet 1972.

## Héritage
Coolidge est reconnu comme ayant une bonne éloquence, très influencé par la rhétorique latine surtout le plus fameux des orateurs, Cicéron. Il écrivit lui-même tous ses articles et discours,.
Les archives (papers) de Coolidge sont extrêmement lacunaires, selon son secrétaire privé, Edward Clark, il fit détruire pratiquement toute sa documentation personnelle, seule la correspondance survécu,.
L'investiture de Coolidge en 1925 fut la première à être retransmise à la radio de même que son discours sur l'état de l'Union du 6 décembre 1923. Il signa le Radio Act de 1927 qui assignait la régulation de la radio à la nouvelle Federal Radio Commission. Le 11 août 1924, Lee De Forest filma Coolidge dans les jardins de la Maison-Blanche avec un phonofilm ; il fut ainsi le premier président américain à apparaître sur un film sonore appelé President Coolidge, Taken on the White House Grounds. Coolidge fut le seul président à avoir été de son vivant représenté sur une pièce de monnaie.
Le terme d'effet Coolidge, généralement attribuée à l'éthologue Frank A. Beach en 1955, fait référence à une blague concernant Calvin Coolidge.

## Anecdotes
Pendant sa présidence, Coolidge eut pour animaux de compagnie un hippopotame pygmée[Lequel ?] nommé Billy, ainsi qu'un raton-laveur femelle. Cette dernière lui avait initialement été envoyé pour être servi au dîner de Thanksgiving de la Maison-Blanche, mais Coolidge la nomma Rebecca, et avait pour habitude de la promener en laisse dans les jardins.

### En français
- Georges Ayache, Les présidents des États-Unis : Histoire et portraits, Paris, Perrin, 2016, 480 p. (ISBN 978-2-262-06420-4, OCLC 991492904, BNF 45110316, lire en ligne ).
- Nicole Bacharan, Les Noirs américains : Des champs de coton à la Maison Blanche, Paris, Perrin, coll. « Tempus » (no 337), 2010, 618 p. (ISBN 978-2-262-03275-3, OCLC 708357029, BNF 42305262).
- Jacques Binoche, Histoire des États-Unis, Paris, Ellipses, coll. « Ellipses poche », 2017, 2e éd. (1re éd. 2003), 256 p. (ISBN 978-2-340-02170-9, OCLC 1020169920, BNF 45414237, présentation en ligne).
- Claude Fohlen, Les États-Unis au XXe siècle, Paris, Aubier, coll. « Collection historique », 1988, 337 p. (ISBN 2-7007-2218-3, OCLC 299420810, BNF 34989963, présentation en ligne).
- Hélène Harter et André Kaspi, Les présidents américains : De George Washington à Joe Biden, Paris, Tallandier, coll. « Texto », 2022, 272 p. (ISBN 979-10-210-5481-3, OCLC 1345667727, BNF 47096831, présentation en ligne).
- André Kaspi, Les Américains : Naissance et essor des États-Unis (1607-1945), t. 1, Paris, Éditions du Seuil, coll. « Points histoire » (no 89), 2014, 5e éd. (1re éd. 1986), 464 p. (ISBN 978-2-7578-4154-9, OCLC 43825106, BNF 43825106, présentation en ligne).
- André Kaspi, Les États-Unis au temps de la prospérité : 1919-1929, Paris, Fayard, coll. « La vie quotidienne », 2013, 3e éd. (1re éd. 1980), 345 p. (ISBN 978-2-213-67706-4, OCLC 867587565, BNF 43662488, présentation en ligne).
- Robert Lacour-Gayet, Histoire des États-Unis : De la fin de la guerre civile à Pearl Harbor, t. 2, Paris, Fayard, 1977, 431 p. (ISBN 2-213-00449-8, OCLC 987411395, BNF 34706427).
- Jean-Michel Lacroix, Histoire des États-Unis, Paris, Presses universitaires de France, 2022, 7e éd. (1re éd. 1996), 576 p. (ISBN 978-2-13-083290-4, OCLC 1302993439, BNF 47012774, présentation en ligne).
- Pierre Mélandri, Histoire des États-Unis : L'ascension (1865-1974), t. 1, Paris, Perrin, coll. « Tempus » (no 522), 2013, 935 p. (ISBN 978-2-262-04177-9, OCLC 864700177, BNF 43769558).
- Pierre Mélandri, « Le siècle américain », une histoire, Paris, Perrin, 2016, 672 p. (ISBN 978-2-262-03811-3, OCLC 960976545, BNF 45158509, lire en ligne ).
- Pierre Mélandri et Jacques Portes, Histoire intérieure des États-Unis au XXe siècle, Paris, Masson, coll. « Un siècle d'histoire », 1991, 364 p. (ISBN 2-225-82269-7, OCLC 963103160, BNF 35417225, lire en ligne ).
- Yves-Henri Nouailhat, Histoire documentaire des États-Unis : L'Amérique, puissance mondiale (1897-1929), t. 6, Presses universitaires de Nancy, 1987, 207 p. (ISBN 2-86480-410-7, OCLC 300204349, BNF 34961589).
- Jacques Portes, Histoire des États-Unis : De 1776 à nos jours, Paris, Armand Colin, coll. « U Histoire », 2017, 3e éd. (1re éd. 2010), 432 p. (ISBN 978-2-200-61809-4, OCLC 985086886, BNF 45268837, lire en ligne ).
- Philippe Valode, Les Présidents des États-Unis, Paris, Éditions de l'Archipel, 2008, 212 p. (ISBN 978-2-84187-745-4, OCLC 470559651, BNF 41379792).
- Bertrand Van Ruymbeke, Histoire des États-Unis : De 1919 à nos jours, t. 2, Paris, Tallandier, coll. « Texto », 2021, 691 p. (ISBN 979-10-210-4990-1, OCLC 1269586553, BNF 46846182, présentation en ligne).
- Bernard Vincent (dir.), Histoire des États-Unis, Paris, Flammarion, coll. « Champs Histoire », 2016, 4e éd. (1re éd. 1997), 720 p. (ISBN 978-2-08-139368-4, OCLC 960914039, BNF 45138239, présentation en ligne).

### En anglais
- Calvin Coolidge, The Autobiography of Calvin Coolidge, Cosmopolitan Book Corp, 1929 (ISBN 0-944951-03-1, lire en ligne),
- William Allen White, A Puritan in Babylon: The Story of Calvin Coolidge, Patterson Smith, 1938, rééd. 28 janvier 1973, 488 p. (ISBN 9780844631738, lire en ligne),
- Claude Fuess, Calvin Coolidge, the man from Vermont, Greenwood Press, 1940, rééd. 1976, 586 p. (ISBN 9780837193205, lire en ligne),
- Donald R. McCoy, Calvin Coolidge : The Quiet President, Macmillan, 1967 (ISBN 978-0-945707-23-3),
- Francis Russell, A City in Terror : Calvin Coolidge and the 1919 Boston Police Strike, Beacon Press, 1975 (ISBN 978-0-8070-5033-0),
- Joan Hoff, Herbert Hoover, Forgotten Progressive, Little Brown, 1975, 324 p. (ISBN 9780316944168, lire en ligne),
- Zachary Kent, Calvin Coolidge, Children's Press, 1er septembre 1988, 108 p. (ISBN 9780516013626, lire en ligne),
- John M. Barry, Rising Tide: The Great Mississippi Flood of 1927 and How It Changed America, Simon Schuster, 9 avril 1997, rééd. 1998, 550 p. (ISBN 9780684840024, lire en ligne),
- Robert H. Ferrell, The Presidency of Calvin Coolidge, University Press of Kansas, 1998 (ISBN 978-0-7006-0892-8),
- Robert Sobel, Coolidge : An American Enigma, Regnery Publishing, 25 mai 1998, 494 p. (ISBN 9780895264107, lire en ligne),
- Amy Graham, Calvin Coolidge, Enslow Publishers, 1er avril 2002, 56 p. (ISBN 9780766050150, lire en ligne),
- Michael Geoffrey Allen, Calvin Coolidge, Enslow Publishers, 1er novembre 2002, 120 p. (ISBN 9780766017030, lire en ligne),
- Robin S. Doak, Calvin Coolidge, Compass Point Book, 1er septembre 2003, 72 p. (ISBN 9780756502768, lire en ligne),
- R. Conrad Stein, Calvin Coolidge: America's 30th president, Children's Press, 1er septembre 2004, 120 p. (ISBN 9780516229607, lire en ligne),
- David Greenberg, Calvin Coolidge, Times Books, coll. « The American Presidents Series », 26 décembre 2006, 232 p. (ISBN 9780805069570, lire en ligne),
- Amity Shlaes, Coolidge, New York, HarperCollins, 2013 (ISBN 978-0-06-196755-9),